# 2250 Stalingrad
2250 Stalingrad (1972 HN) là một tiểu hành tinh vành đai chính được T. Smirnova phát hiện vào ngày 18 tháng 4, năm 1972 tại Đài vật lý thiên văn Crimean. Tiểu hành tinh này được đặt theo tên của thành phố Stalingrad, bây giờ thành phố này có tên là Volgograd.